# Caloptilia hypericella
Caloptilia hypericella är en fjärilsart som först beskrevs av Braun 1918.  Caloptilia hypericella ingår i släktet Caloptilia och familjen styltmalar. Inga underarter finns listade i Catalogue of Life.